# Князево (городской округ город Уфа)
Князево (баш. Князев) — деревня в составе городского округа город Уфа, подчинённая Калининскому району.
Ранее входила в Шакшинский поссовет, расформированный в 1980 году в связи с вхождением центра поссовета пгт. Шакши в состав города Уфы), затем в Кирилловский сельсовет.
Возле Князево давно развивалась городская инфраструктура из-за близости предприятий федерального значения (крупная железнодорожная станция, исправительная колония № 3), а также нахождения у трассы М-5.

## География

### Уличная сеть
Улицы: Дорогино, Дружбы, Зелёная, Инициативная, Кирова, Ленина, Мира, Набережная, Новая, Октябрьская, Почтовая, Северная, Солнечная, Строевая, Уральская, Центральная, Шоссейная, Западная, переулок Строителей.

## История
С 2004 года в подчинении города Уфы.
В 2010-е годы к северу от Князева строится коттеджный посёлок Дорогино.

## Инфраструктура
Личное подсобное хозяйство с зоной сельскохозяйственного использования, индивидуальная застройка усадебного типа.

## Известные уроженцы, жители
Известный уроженец — башкирский художник-сценограф Константин Головченко (1925—2003).

## Транспорт
Развит автомобильный и железнодорожный транспорт.